# Фюрстенцель
Фюрстенцель (нім. Fürstenzell) — громада в Німеччині, знаходиться в землі Баварія. Підпорядковується адміністративному округу Нижня Баварія. Входить до складу району Пассау.
Площа — 79,31 км2. Населення становить 8242 ос. (станом на 31 грудня 2020).

## Історія

### Монастир Гофмарк
У 1120-1130 роках у традиціях Ворнбахського монастиря вперше задокументовано поселення під назвою Целла. Це був хутір з каплицею, присвяченою святому Лаврентію. Пізніше ферма належала до парафії Ірсхам, яка вперше згадується в документі 1075 року. У 13 столітті ферма і церква були безгосподарними і занедбаними.
Канонік Гартвіг фон Пассау купив ферму і землю та заснував монастир для цистерціанців у 1274 році. Того ж року герцог Нижньої Баварії Генріх XIII подарував Целльгофу прощення всіх майнових і особистих повинностей, звільнення від митних зборів і нижчу юрисдикцію. Через ці привілеї Целль був перейменований на Фюрстенцель. Новозаснований монастир був колонізований з монастиря Альдерсбах.
Після цього історія села і монастирського Гофмарку була тісно пов'язана з монастирем Фюрстенцель. До 15 століття у самому Фюрстенцелі не було жодного будинку, окрім монастиря. Парафіяльна церква, відповідальна за мешканців Фюрстенцеля, була розташована в Унтерірcхамі.

### Фюрстенцель після секуляризації
Після секуляризації Баварії абатство Фюрстенцель було ліквідовано. Родина Вінінгерів придбала монастир і господарські будівлі, дала роботу мешканцям околиць і дозволила заселити село. 1807 року монастирський костел став парафіяльною церквою. Попередню парафіяльну церкву в Унтерірсхамі було знесено.
До 1838 року муніципалітет Фюрстенцель належав до окружного суду Грісбаха, а потім був переданий новоствореному окружному суду Пассау II. У 1840 році у Фюрстенцелі, окрім монастирського маєтку, мешкали три фермери, 29 дачників та одинадцять ремісників.
У листопаді 1928 року родина Вінінґерів продала комплекс будівель колишнього монастиря єпископській броварні в Гакльберзі, яка, однак, у 1930 році продала його Німецькій провінції отців-маристів. У 1948 році марісти відкрили марістську гімназію.

### Фюрстенцель після Другої світової війни
Після Другої світової війни, не в останню чергу через наплив біженців, у Фюрстенцелі розпочалося жваве будівництво. У 1950 році Фюрстенцель отримав ратушу, у 1953 році — протестантську церкву, у 1955 році — восьмикласну початкову школу, у 1962 році — відкритий плавальний басейн, а у 1967 році — механіко-біологічну очисну споруду.
Місцева лікарня була значно розширена у 1932 році, але у 1997 році її довелося закрити. Зараз у приміщенні знаходиться медичний центр з відділеннями щелепно-лицевої хірургії, внутрішньої медицини, офтальмології та лабораторією сну. Діалізний центр переїхав до нової будівлі неподалік у 2008 році. У колишньому будинку престарілих після реконструкції розмістилося державне управління охорони здоров'я. Тут знаходиться офіс Молодіжної асоціації району Пассау. У дитячому будинку, жіночому монастирі з дитячим садком, у 1969-70 роках було збудовано домашню початкову школу для дівчаток. У 1971-72 навчальному році було збудовано нову марістську гімназію на близько 1000 учнів.
З нагоди 900-річчя парафії та 700-річчя монастиря 26 червня 1975 року Фюрстенцелль отримав титул ринкового міста. 1982-83 року було збудовано нову ратушу підцентру Фюрстенцелль.

### Інкорпорації
В рамках територіальної реформи 1 січня 1972 року були об'єднані муніципалітети Альтенмаркт і Бад-Гогенштадт, а також частина муніципалітету Енгертсхам, а в 1978 році — більша частина муніципалітету Фогларн і частина муніципалітету Зандбах.

### Ріст населення
У період з 1988 по 2018 рік ринок виріс на 1209 мешканців, або на 17,4 %, з 6948 до 8157.

## Галерея

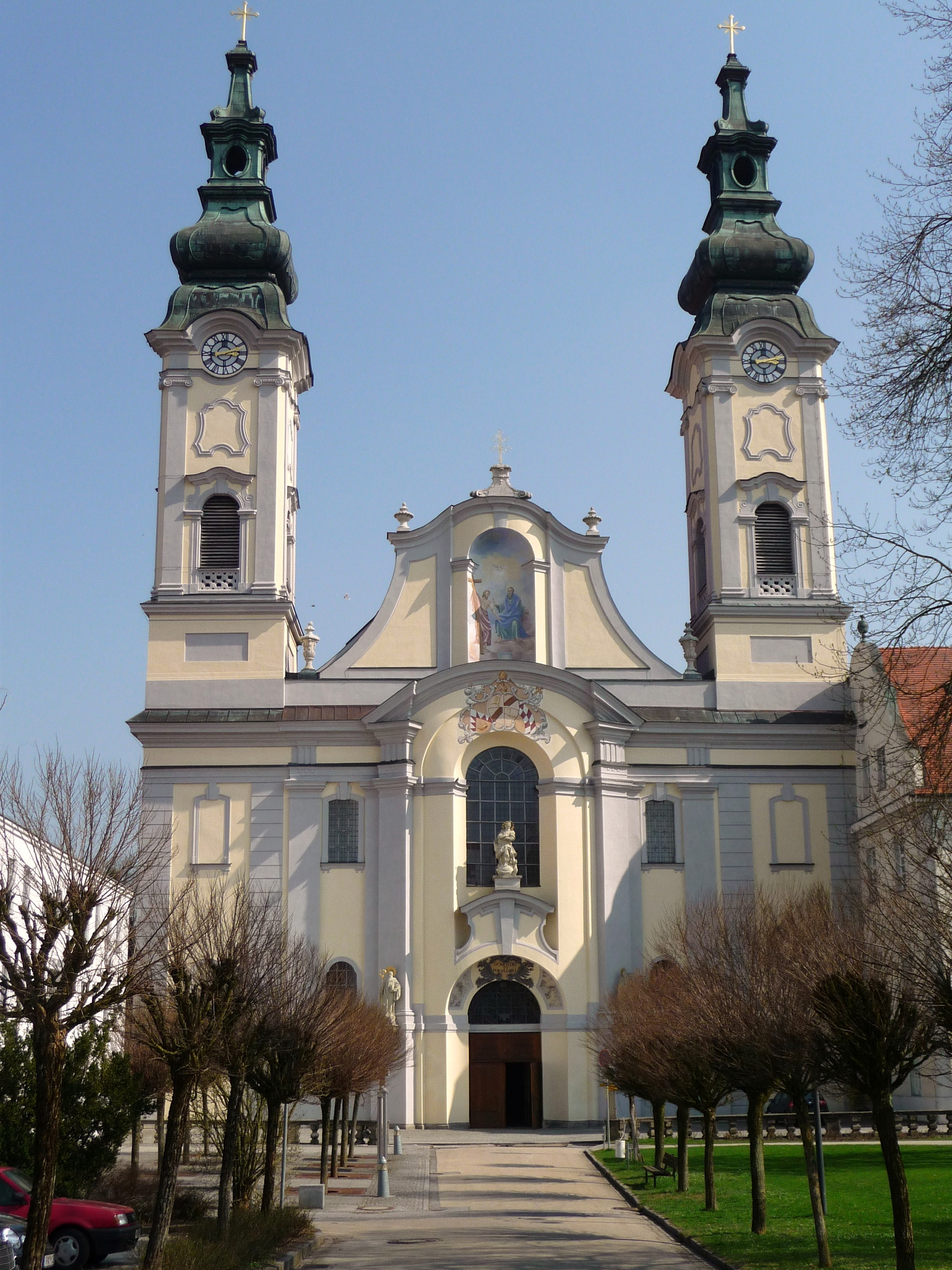
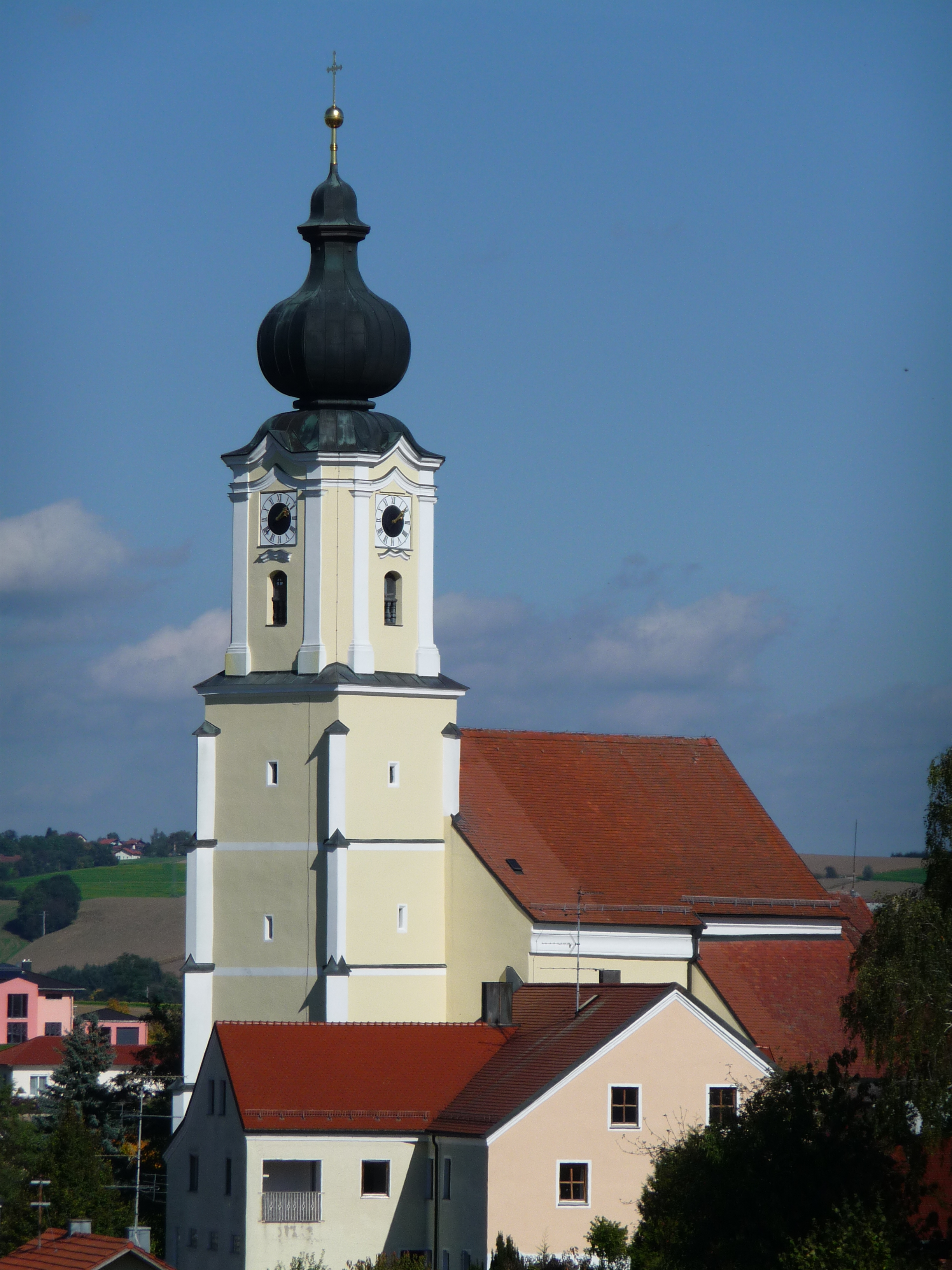